# 本城岳
本城岳（ほんじょうだけ）は、長崎県北松浦郡小値賀町にある山である。標高111.3m。

## 概要
五島列島の小値賀島の東部にある前方郷に位置し、同島の最高峰である。
山は車道が整備されていないため徒歩でのみのアクセスとなる。山頂には金属で造られた鳥居が特徴的な社がある。